# Ordre de bataille unioniste de Carthage
Les unités et commandant de l'armée de l'Union ont combattu lors la bataille de Carthage de la guerre de Sécession. L'ordre de bataille confédéré est indiqué séparément.

## Abréviations utilisées

### Grade militaire
- MG = Major général
- BG = Brigadier général
- Col = Colonel
- Ltc = Lieutenant-colonel
- Maj = Commandant
- Cpt = Capitaine
- Lt = Lieutenant

### Autre
- (b) = blessé
- mb = mortellement blessé
- † = tué
- (PDG) = capturé

## Forces de l'Union
Col Franz Sigel
| Unités                       | |
| ---------------------------- | -------------------------------------------------------------------------------------------------- |
| Infanterie                   | - 3rd Missouri : Col Franz Sigel, Ltc Francis Hassendeubel - 5th Missouri : Col Charles E. Salomon |
| Artillerie Maj Franz Backoff | - Batterie (4 canons) : Cpt Christian Essig - Batterie (4 canons) : Cpt Theodore Wilkins           |